# HD 7449
Désignations
HD 7449 est une étoile située dans la constellation de la Baleine. Sa magnitude apparente est de 7,48. Elle est distante de ∼ 126 a.l. (∼ 38,6 pc) et elle se rapproche du Soleil avec une vitesse radiale héliocentrique de −20 km/s.

## Propriétés
HD 7449 est une étoile jaune-blanc de la séquence principale de type spectral F9,5V, qui fusionne l'hydrogène contenu dans son cœur en hélium. Elle est âgée d'un peu plus de deux milliards d'années. Sa masse vaut 105 % celle du Soleil et son rayon est de 103 % celui du Soleil. Elle est environ 1,27 fois plus lumineuse que le Soleil et sa température de surface est de 6 024 K. Il lui faut environ 13 jours pour effectuer un tour complet sur elle-même, à comparer aux 26 jours du Soleil.

## Système planétaire
Deux exoplanètes connues, HD 7449 b et HD 7449 c, sont en orbite autour de l'étoile. Elles ont été découvertes en 2011.
| Planète | Masse                 | Demi-grand axe (ua) | Période orbitale (jours) | Excentricité  | Inclinaison | Rayon |
| ------- | --------------------- | ------------------- | ------------------------ | ------------- | ----------- | ----- |
| b       | 1,11 (+0,27 −0,37) MJ | 2,3 (± 0,04)        | 1 275 (+15 −11)          | 0,82 (± 0,06) |             |       |
| c       | 2,00 (+0,36 −0,54) MJ | 4,96 (+0,2 −0,3)    | 4 046 (+186 −366)        | 0,53 (± 0,08) |             |       |